# Riku Illukka
Riku Jalmari Illukka (* 21. September 1999) ist ein finnischer Leichtathlet, der sich auf den Sprint spezialisiert hat.

## Sportliche Laufbahn
Erste internationale Erfahrungen sammelte Riku Illukka im Jahr 2017, als er bei den U20-Europameisterschaften in Grosseto mit 10,87 s in der ersten Runde im 100-Meter-Lauf ausschied und mit der finnischen 4-mal-100-Meter-Staffel in 40,59 s den siebten Platz belegte. Im Jahr darauf erreichte er bei den U20-Weltmeisterschaften im heimischen Tampere das Halbfinale über 100 m, in dem er mit 10,67 s ausschied, während er im 200-Meter-Lauf mit 21,57 s in der Vorrunde scheiterte. 2019 verpasste er bei den U23-Europameisterschaften in Gävle mit 40,57 s im Staffelbewerb den Finaleinzug und 2021 scheiterte er bei den Halleneuropameisterschaften in Toruń mit 6,79 s im Vorlauf über 60 m. Ende Juni siegte er in 10,27 s über 100 m bei den Kuortane Games und erreichte kurz darauf das Finale über 100 m bei den U23-Europameisterschaften in Tallinn, konnte dort aber nicht mehr an den Start gehen.
2021 wurde Illukka finnischer Meister im 200-Meter-Lauf.

## Persönliche Bestleistungen
- 100 Meter: 10,26 s (+1,6 m/s), 8. Juli 2021 in Tallinn
  - 60 Meter (Halle): 6,73 s, 20. Februar 2021 in Jyväskylä
- 200 Meter: 21,31 s (0,0 m/s), 9. Juni 2018 in Genf
  - 200 Meter (Halle): 22,22 s, 3. Februar 2018 in Helsinki